# Dysmicoccus brevipes
Dysmicoccus brevipes là một loài côn trùng trong họ Pseudococcidae. Loài này được Cockerell miêu tả khoa học đầu tiên.
Đây là loài gây hại của cây Mangifera indica, phát triển phổ biến ở Kenya.